# 塞奥佐罗斯·潘加洛斯 (希腊总统)
塞奥佐罗斯·潘加洛斯（希臘語：Θεόδωρος Πάγκαλος，1878年1月11日—1952年2月26日），是希腊第二共和国时期的军人独裁者和政治家。潘加洛斯将军曾在1925年6月发动政变后掌权并出任希腊总理，开始了希腊的宪政独裁时期。1926年7月19日，潘加洛斯通过选举成为第2任希腊总统，他在任职一个月后被乔治·康迪利斯将军以政变推翻。